# Клан Артур
Клан Макартур — один из старейших шотландских кланов.  Земли клана первоначально располагались в Аргайле.
Ветви клана Макартур: Артур, Маккартайр, Маккартер.
Боевой клич: «Aisa! O Aisa!» (возможно должно быть «Aisd! O Aisd!», что значит «Слушайте, O Слушайте!»).

## Происхождение
О древности клана можно судить по пословице «нет ничего древнее, чем холмы, клан Макартур и дьявол». Сами Макартуры считают, что они ведут своё происхождение от легендарного короля Артура. Макартуры жили на берегах Лох-О, где они были известны как Clann Arthair na tir chladich il (с гэльск. — «потомки Артура из прибрежной полосы»). Недавнее исследование подтвердило, что в XIII веке они имели общего предка с Кэмпбеллами.

## История клана
Макартуры поддержали Брюса в его борьбе за независимость Шотландии в начале XIV века и были вознаграждены за это обширными землями в Аргайле, которые были отобраны у Макдугаллов, а их вождь был назначен капитаном замка Данстаффнидж. Клан процветал до тех пор, пока король Яков I не вернулся из английского плена и не начал восстанавливать королевскую власть на западе страны.
В 1427 году вождь клана Иан Макартур предъявил права на некоторые земли клана Макрури, что привело к смуте и столкновениям между горскими кланами. Яков I вызывал руководителей мятежа в Инвернесс, где они были арестованы и казнены. Вся собственность Макартура перешла к королю за исключением Страхура и некоторых его земель в Пертшире. Это было настолько страшным ударом по благосостоянию клана, что Макартуры никогда больше уже не играли сколь-нибудь заметной роли в истории северной Шотландии. Семейство Макартуров переселилось на земли на острове Скай, которые в качестве лена передали им Макдональды, лорды Островов. Позднее Кэмпбеллы предоставили вождю клана Артур звание капитана замка Иннисконнелл (Инишонейл). Доверие графов Аргайла сохранялось до тех тор, пока в 1613 году, в период массовых переселений Кэмпбеллами в Хайленд жителей равнинной Шотландии, капитал Дункан не выступил против политики Кэмпбеллов и не лишился своей должности. 
Кроме земель на берегу Лох-Файна Макартуры также владели землями в Глендохарте и Гленфоллохе, в то время как другая ветвь держала земли на острове Айлей. Макартуры с Айлей были волынщиками и оруженосцами Макдональдов, другое семейство с острова Скай, которое училось у легендарных Маккриммонов, также было известно своими волынщиками. 
Потомки клана, однако, стали известны за пределами Шотландии, особенно в Америке и Австралии. Джона Макартура из Страхура считали «отцом» Нового Южного Уэльса. Он прибыл в Австралию в 1790 году и положил начало промышленному производству шерсти, завезя ирландских овец и мериносов из Бенгалии. В 1817 году он основал первый австралийский виноградник. В Америке его потомок Дуглас Макартур, стал генералом и прославися как покоритель Японии в ходе Второй мировой войны.
Род вождей клана пресекся ещё в 80-х гг. XVIII века со смертью некого Чарльза Макартура из Тиривадиха. Пост вождя клана Артур прекратил существовать официально ещё в 1771 году, когда последний вождь, Патрик Макартур, умер бездетным на Ямайке. Однако в 1986 году некоторые члены клана решили найти приямого потомка вождей клана и сделать его новым вождем. Поиски проводились несколько лет под руководством специалиста по генеалогии Хью Пескетта, который собрал сведения о 12 поколениях Макартуров, чтобы найти предка последнего вождя Чарльза Макартура из Тиривадиха. Им оказался Чарльз Макартур, который умер в 1525 году, а его род продолжался от старшего, сына пока не пресекся между 1786 и 1788 гг. Однако он имел ещё двух сыновей, от младшего из которых и происходил 87-летний Джеймс Эдвард Мор Макартур из Тиривадиха и Милтона, бывший служащий Управления угольной промышленности, родившийся в Канаде и живущий в Эдинбурге. Тогда в 1991 году Роберт Макартур, видный член клана, организовал «дербфине» - встречу глав родов клана со всего мира в Аргайле, на котором члены клана решили, что «Джеймс Эдвард Мор Макартур из древнего и благородного дома Милтона» должен быть выдвинут на утверждение вождем клана в Суде Льва.

## Макартуры и Кэмпбеллы
Материалы раздела основаны на классической работе У. Ф. Скена «Кельтская Шотландия», изданной в 1880 году. В настоящее время существуют и другие точки зрения на вопросы взаимоотношений кланов Артур и Кэмпбелл. См. список литературы ниже.
В то время как с развитием феодальной системы большинство кланов процветали и увеличивали свою власть и богатство, были и те, благосостояние которых уменьшалось. В одних случаях, как это было с Биссетами, они погибали в результате вражды или бедствий; в других они лишались главы, единого руководства, своего имени, расселялись по разным местам и исчезали со страниц истории; а иногда они низводились до положения простых родов других кланов. Пожалуй, самым поразительным примером противоположности благосостояний и разности судеб являются истории кланов Макартур и Кэмпбелл. В их случае положение главной ветви клана и положение вождя было диаметрально изменено, и Макартуры, которые первоначально были главной ветвью и вождями клана, с течением времени сами превратились в род под главенством их младшего ответвления — Кэмбеллов.
В этой связи вопрос о происхождении клана Кэмпбелл изложен историком XIX века Скеном в его известной работе о горцах Шотландии. Хорошо известна теория, согласно которой название Кэмпбелл имеет норманно-французское происхождение, а предок семейства был одним из норманнских рыцарей, которые «прибыли с Завоевателем». В пику этой теории Скен утверждает, что такая фамилия как «де Кампо Белло» не появляется ни в «Свитке аббатства Бэттл», ни в «Книге Страшного суда» или в каком другом документе того времени. Этот факт не отвергает теорию норманнского происхождения клана, однако есть свидетельства старых гэльских генеалогий, из которых видно, что семейство Кэмпбелл первоначально имело кельтское происхождение. Подобным же образом было отвергнуто норманнское происхождение клана Макензи, которое не удалось доказать на фактическом материале.
Рыцарь де Кампо Белло, как известно из официальной версии, приобрёл свою первую собственность в Аргайле благодаря браку с наследницей некоего Пола О’Дуибна. Как указывает Скен, подобный случай является общепринятой в Хайленде формой обоснования законности положения вождя и владения землями, которые были захвачены основателем семейства. Он цитирует самых ранних гэльских генеалогических авторов, чтобы показать, что Кэмпбеллы происходят по мужской линии от этого самого семейства О’Дуибн. В поддержку своего утверждения, что Кэмпбеллы были первоначально ветвью клана Макартур, он доказывает, что Макартуры из Страхура, как «законные потомки старшего дома», всегда оспаривали положение вождя с семейством Кэмпбеллов. В пользу версии о том, что Кэмпбеллы были лишь ответвлением дома Макартуров свидетельствует и старая поговорка, распространенная в Аргайле — «нет ничего древнее, чем холмы, клан Макартур и Дьявол».
При короле Александре III клан впервые упоминается в связи с его разделением на два больших семейства — Макартур и Маккалан Мор. Маккалан Мор (гэльск. MacChaillan More), предок нынешних Кэмпбеллов, появляется на страницах истории как свидетель договора о предоставлении Александром III в 1266 году прав самоуправления городу Ньюборо. Тогда он, как полагают, был шерифом Аргайла (эта должность была учреждена Александром II в 1221 году). Но вплоть до правления короля Роберта Брюса, согласно Скену, семейство не обладало никакой наследственной собственностью в Аргайле. Макартуры же, напротив, владели весьма обширной территорией в старом графстве Гарморан и были во главе клана. Уже 1275 году Кристиане, единственной дочери Алана Макрури, предоставили грамоту как жене «Артура из рода Артери из Кэмпбелла, владельца земель Мадевард, Арисег и Мордар, а также Эгг и Рам». В первые годы следующего столетия Макартур был на стороне короля Роберта Брюса, сражался за него при Бэннокберне и получил вознаграждение из числа земель побеждённых Макдугаллов. Он стал комендантом замка Данстаффнидж и получил значительные владения в Лорне. К этим владениям его потомки добавили Страхур в Ковале, на берегу Лох-Файн, а также земли в Гленфоллохе и Глендохарте. Именно при Роберте Брюсе вожди Макартуров достигли пика благосостояния.
Согласно легендам горных кланов и ранним гэльским рукописям, которые приводит Скен в своей «Кельтской Шотландии», Колин Мор, от кого происходят вожди Кэмпбеллов был внуком Дугала «Кэмбэла», чье прозвище переводится как «Кривой Рот», и от которого пошла фамилия Кэмпбелл. Прапрадедом Дугала, возможно, был Дуибн, дочь которого, согласно легенде о норманнском происхождении рода, принесла положение вождя своему мужу, норманну де Кампо Белло. А сам Дуибн по легенде был правнуком Артура, сына Утера Пендрагона, сына Амбросия Аврелиана. «Красная Книга Аргайла» объявляет, что предком рода был Смерви Мор, сын короля Артура, и это утверждение подтверждено тем фактом, что гербом клана является «цветок сына короля Британии» — дикий тимьян.
Таким образом, Скене делает вывод о том, что клан Артур и клан Кэмпбелл происходят от легендарного короля Артура британской истории. Более того, Скен выдвинул предположение, что исторический Артур сражался не на юге Уэльса, а в среднешотландской низменности и на окраине Хайленда, на побережье Лох-Ломонда и в северном Нортумберленде. Современные исследователи, однако, опровергают эту точку зрения, но до конца проблема происхождения короля Артура до сих пор не решена. В любом случае, теория происхождение клана Артур от короля Артура выглядит в настоящее время крайне сомнительной.
Причины, которые привели к упадку клана Артур и господству клана Кэмпбелл, хотя и до некоторой степени неясны, но всё же могут быть прослежены. И глава Макартуров, и глава Кэмпбеллов — сэр Нейл — во время войны за независимость Шотландии выступили на стороне Роберта Брюса, за что были вознаграждены землями, отнятыми у сторонников английского короля. Но сэр Нейл Кэмпбелл, кроме того, женился на сестре короля Роберта, и, видимо, связь с королевским домом открыла Кэмпбеллам дорогу к будущему могуществу.

## Комментарии
1. ↑  Эту точку зрения не разделяет ряд других исследователей[2].
2. ↑  Согласно другим исследователям, Кристиана имела наследственные права на эти земли, как последняя законная наследница рода Макруаири, чьи владения располагались именно в Гарморане[3].